# Silver Tower (Frankfurt)
Silver Tower (ty: Silberturm), tidigare känd Dresdner-Bank-Hochhaus och Jürgen-Ponto-Nochhaus, är en 32-våningars, 166 meter hög futuristisk skyskrapa i Frankfurt, Tyskland. Byggnaden, som uppfördes mellan åren 1975 och 1978, var från 1978 till 1990 Tysklands högsta byggnad. Fram till 2009 var det en del av huvudkontoret för Dresdner Bank, en av Tysklands största banker fram till dess sammanslagning med Commerzbank 2009. Sedan åtminstone 2012 och fortfarande år 2021 är huvudhyresgästen Deutsche Bahn.

## Historik
Silver Tower byggdes av Bilfinger Berger och ligger vid Jürgen-Ponto-Platz, som vetter mot Kaiserstrasse. Torget är uppkallat efter Jürgen Ponto, den tidigare vd:n för Dresdner Bank som mördades 1977 av medlemmar i Röda armé-fraktionen (RAF). Silver Tower, tillsammans med den sju våningar höga byggnaden Gallusanlage 8, bildade Dresdner Banks högkvarter från 1978 till 2008. År 2003 byggdes ett nytt torn (Gallileo).
Efter att Commerzbank tog över Dresdner Bank i början av 2009, planerade den nya ägaren att sälja Silver Tower eftersom kontorsutrymmet inte längre behövdes. Men eftersom en försäljning av byggnaden, då värd cirka 200 miljoner euro, inte längre ansågs möjlig i spåren av finanskrisen, hyrdes sommaren 2009 hela höghuset och även Gallusanlage 8-huset ut på lång sikt till Deutsche Bahn. Höghuset Gallileo kom i fortsättningen att användas av Commerzbank.

## Konstruktion
Tornet har 2 underjordiska våningar och 32 våningar över markplanet. På tredje och fjärde våningen fanns personalmatsal fram till 2008. 31:a våningen inrymde en simhall fram till 1994, då den byggdes om till konferensrum. 32:a våningen förstördes delvis i en brand den 1 april 1998.
Takhöjden på standardvåningarna är 4,2 m, med en golvyta på 1 900 kvadratmeter. Höghuset står på en 3 400 m² platta av armerad betong som är 4,0 m tjock. I planvy består tornet av två stora fyrkanter med rundade hörn, som är anordnade med en längsgående förskjutning på flera meter. I de resulterande nischerna på varje sida finns två långsträckta avrundade rektanglar som inrymmer hissar och nödtrappor. Temat för de rundade hörnen går igen i hela byggnaden, till exempel i fönster och pelare och informationsskyltar på insidan.

## Renovering
I slutet av 2008 tömdes Silver Tower och en totalrenovering påbörjades för tornet 2009. Målet med denna restaurering är att modernisera kontorslokalerna och minska koldioxidutsläppen och energiförbrukningen med en tredjedel. Renoveringen var också nödvändig av brandsäkerhetsskäl, plus att renoveringen gav ett bidrag till klimatskyddet. Tornets karaktäristiska fasad fick förbli oförändrad. Rensningen av byggnaden och fasadbytet påbörjades 2010. Invändiga renoveringar påbörjas 2010 och takhöjden höjdes till 3,10 meter. 
I början av november 2011 meddelade Commerzbank att man sålt byggnaden till ett konsortium av investerare under ledning av det Bonn-baserade fastighetsbolaget IVG Immobilien. Den 16 februari 2012, efter renoveringsarbeten, överlämnades Silver Tower symboliskt till den nya ägaren IVG Immobilien och hyresgästen Deutsche Bahn, varvid namnet "Silberturm" officiellt användes för första gången för höghuset. Under första halvåret 2012 flyttade Deutsche Bahns dotterbolag DB Systel sitt huvudkontor in i byggnaden.År 2012 fick Commerzbank silvercertifikatet från DGNB för en noggrann och energieffektiv totalrenovering av byggnaden. Drees & Sommer följde certifieringsprocessen.
I januari 2015 sålde IVG tornet och den intilliggande före detta styrelsebyggnaden för Dresdner Bank till ett konsortium lett av Samsung SRA Asset Management.

## Galleri
|                            |
| Silver Tower från gatunivå |

|                                        |
| Silver Tower, här till höger om Skyper |